# Knokke Challenger 1988
Il Knokke Challenger 1988 è stato un torneo di tennis facente parte della categoria ATP Challenger Series nell'ambito dell'ATP Challenger Series 1988. Il torneo si è giocato a Knokke in Belgio dall'8 al 14 agosto 1988 su campi in terra rossa.

## Vincitori

### Singolare
Per Henricsson ha battuto in finale  Patrice Kuchna con il punteggio di 6–3, 7–6

### Doppio
David Ison /  Richard Whichello hanno battuto in finale  Kurt Robinson /  Justin Stead con il punteggio di 6–4, 6–3